# 春逝百年抄
《春逝百年抄》是由史克威尔艾尼克斯2022年5月12日在多个平台发行的电子游戏。

## 简介
本作消息首度发表于2022年2月10日号的Nintendo Direct，是一款由真人出演的推理型冒险游戏。在“问题篇”发生杀人事件后，玩家会在“推理篇”构筑假说，最终在“解决篇”揭示真相。

## 剧情
序章 樱花祭祀
2022年，生物学家四十間永司出现在人气推理小说家河河见遥的签名会上。他想拜托遥调查和四十间家族颇有因缘的长生果和最近在庭院里发现的100年死亡、已经白骨化的尸体。遥爽快地答应了，并决定参加百年一遇的四十間家的换代仪式。虽然得到了永司的父亲，族长四十間了永的同意，不过没有找到什么线索。这时遥的编辑山濑明里给了她一本四十間家的祖先写作的关于长生果的小说。为了寻找线索，遥开始阅读小说。
第一章 彷徨的木乃伊
本章的故事发生在大正时代的1922年。四十間佳乃想要潜入一个和长寿有关的物品的拍卖会，从而取回被夺走的长生果。依靠偶然相识的久坂如水的帮助，她成功进入了举行拍卖的屋子。之后她目击到了拍卖品之一的木乃伊动了起来。而在上了锁的保管室里，发现了拍卖会参加者的尸体。这会是木乃伊的诅咒吗？
第二章 逻辑之脉络无法连接
四十間家中的人们聚集在一起。这时，了永宣布将不进行四十間家的换代仪式，而是将其解体。在一片哗然之中，和遥所写的系列小说的主人公同名的探偵西毬真琴出现了。他是为了调查在四十間家发生的连续死亡事件而来的。接着，了永在喝了一口茶后，突然变得很痛苦。而在玄关外出现了在连续死亡事件的现场也曾放置过的红色的山椿。
第三章 巡情挽歌
为了寻找犯罪的动机，遥开始阅读放在四十間家的杂志《文艺世界》上刊登的小说。故事发生在昭和时代的1972年，舞台是被称为不老歌姫的歌手工作的夜店“赤椿”。在那儿，年轻的四十間了永对服务员伊夜描述了长生果。接着，发生了不老歌姫的徒弟在舞台上死亡的事件。调查事件的侦探的名字是在大正小说里也登場过的久坂如水。
第四章 亡失之川
遥得到了四十間佳乃的小说的未发表原稿。原稿上记载着，在第一章的事件的几个月后，佳乃收到了叔父四十間永山写的让她参加换代的信。因此和如水一起去了温泉旅館。虽然很高兴见到担任族长的父亲四十間元永，不过父亲立刻让她离开四十間家。接着，在河灯祭仪式的第二天早上、在元永的房间发现了他的遗体。
第五章 机关回牢
为了帮助被关在四十間家地牢里的如水，佳乃到了四十间家。抵抗无效后，她被抓到了另一间地牢里。因为地牢的特殊構造，她可以和如水会話。佳乃努力想要两个人一起逃出去。
第六章 红色山椿
遥整理了大正、昭和和现代所发生的各种各样的案件之后，得到了一个结论。为了终结延续了百年的案件，遥召集事件的相关人员，发表了自己的推理。
終章 春逝百年抄
事件解決後，遥收到了在调查途中对《文艺世界》出版社发出的询问的回复。在看到了回复之后，遥感到十分不自然。为了确认自己的想法是否正确、遥找到了某个人物。

### 登场人物及其扮演者
在本作中，一名演员可能扮演分处不同时代的多名人物。例如2022年的河河见遥、1972年的伊夜和1922年的四十间佳乃由同一名演员扮演。
- 河河见遥 …樱庭奈奈美
- 四十間永司 …平岡祐太
- 山濑明里 …松本若菜
- 桐生惠 …真飛聖
- 四十間一永 …深水元基
- 四十間蓉子 …横山惠
- 草刈孟彦 …池内万作
- 四十間光永 …佐野岳
- 春日弥宵 …筒井真理子
- 四十間了永 …榎木孝明
- 西毬真琴…梶裕贵
- 加奈子…麻倉桃
- 四十間菖蒲…香川愛生

## 评价
根据游戏评论网站Metacritic，游戏的PC版获得了71分的评分。
推理小说家麻耶雄嵩游玩后表示，在游戏里可以看到侦探推理失败以后后悔和羞耻的表情，十分有趣。这在电视剧里是看不到的。